# Shranjevanje energije s stisnjenim zrakom
Shranjevanje energije s stisnjenim zrakom (ang. CAES - Compressed air energy storage) je način shranjevanja energije s pomočjo stisnjenega (kompresiranega) zraka. Ko je potreba po energiji majhna se rezervoar polni, ko pa je velika (on konicah) se prazni. Manjši sistemi se uporabljajo že dolgo časa na aplikacijah kot so lokomotive v rudnikih. Pri velikih sistemih je potrebno za večji izkoristek hraniti tudi toploto, ki nastane pri stiskanju zraka.
Zrak ima po stiskanju večjo temperaturo kot prej. Termalna ekspanzija zahteva toploto, če ne dovajamo toplote bo zrak po ekspanziji precej bolj hladen. Če se lahko shrani toploto pri stiskanju in jo ponovno uporabi pri ekspanziji, se zelo poveča izkoristek.Obstajajo trije načini glede toplote: adiabatični, diabatični in izotermalni.

### Adiabatični način
Adiabatično shranjevanje hrani toploto nastalo pri stiskanju in jo vrne zraku pri ekspanziji. Ta sistem se še študira, do leta 2010 ni bilo v uporabi večjih sistemov. Nemško podjetje ADELE razvija tak sistem. Teoretični izkoristek bi bil s popolni izolacijo 100%, v praksi je okrog 70%Toploto se lahko hrani v trdnih materialih kot je beton ali kamen, v tekočih kot je olje (do 300 °C) in tekoča sol (600 °C).

### Diabatični način
Ta način hladi stisnjen zrak z vmesnim hladilnikom - (intercoolerjem) in to toploto odvaja v atmosfero kot odpadno - s tem se zmanjša izkoristek. V nekaterih primerih se nadomesti to izgubljeno toploto s ponovnim gretjem z zemeljskim plinom ali drugim gorivom pred vstopom v turbino. Ta sistem nima visokega izkoristka, je pa edini, ki so ga komercialno uporablja. Alabama CAES potrebuje 2,5 MJ električne energije in 1,2 MJ toplote za vsak MJ dovedene energije - tako je izkoristek samo 27%Za primerjavo, komercialno plinsko-parno postrojenje doseže izkoristek  čez 60%. 

### Izotermalni način
Pri tem načinu se skuša med stiskanjem in ekspanzijo ohranjati delovno temperaturo s konstantnim izmenjevanjem toplote z okolico.